# ネバダ州の都市圏の一覧

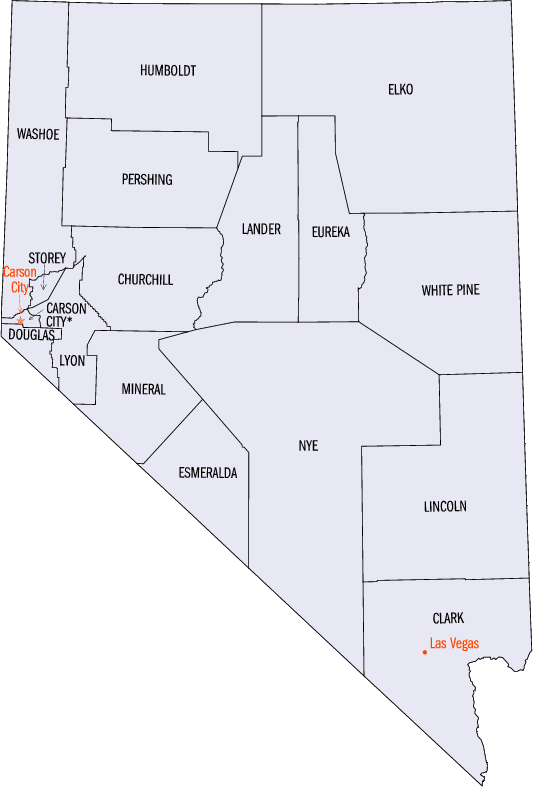
ネバダ州の16郡および1独立市を示す地図

本項目はネバダ州の都市圏の一覧（ネバダしゅうのとしけんのいちらん）である。
アメリカ合衆国国勢調査局は、ネバダ州に合同統計地域（CSA/広域都市圏）2ヶ所、大都市統計地域（MSA/都市圏）3ヶ所、および小都市統計地域（μSA/小都市圏）5ヶ所を定義している。下表には、左列より以下の情報を示す。
- 合同統計地域（定義されている場合）の名称
- 合同統計地域の人口
- コアベース統計地域（大都市統計地域および小都市統計地域）の名称
- コアベース統計地域の人口
- 各統計地域に含まれる郡および独立市の名称
- 各統計地域に含まれる郡および独立市の人口

なお、下表においては、ネバダ州と他州にまたがる合同統計地域およびコアベース統計地域については、名称と統計地域の総人口を青緑色で、ネバダ州内の人口を黒色でそれぞれ示す。また、他州のコアベース統計地域および郡については、その名称と人口を緑色でそれぞれ示す。
下表における人口の数値はすべて2020年に行われた国勢調査時のものである。また、合同統計地域、コアベース統計地域（大都市統計地域・小都市統計地域）のいずれも、2023年7月21日時点での定義に従う。
| 合同統計地域                                             | 人口            | コアベース統計地域                               | 人口          | 郡/独立市                    | 人口      |
| -------------------------------------------------------- | --------------- | ------------------------------------------------ | ------------- | ---------------------------- | --------- |
| ラスベガス・ヘンダーソン広域都市圏                       | 2,317,052       | ラスベガス・ヘンダーソン・ノースラスベガス都市圏 | 2,265,461     | クラーク郡                   | 2,265,461 |
| ラスベガス・ヘンダーソン広域都市圏                       | 2,317,052       | パーランプ小都市圏                               | 51,591        | ナイ郡                       | 51,591    |
| リノ・カーソンシティ・ガードナービルランチョズ広域都市圏 | 684,678 683,474 | リノ都市圏                                       | 549,831       | ワショー郡                   | 486,492   |
| リノ・カーソンシティ・ガードナービルランチョズ広域都市圏 | 684,678 683,474 | リノ都市圏                                       | 549,831       | ライアン郡                   | 59,235    |
| リノ・カーソンシティ・ガードナービルランチョズ広域都市圏 | 684,678 683,474 | リノ都市圏                                       | 549,831       | ストーリー郡                 | 4,104     |
| リノ・カーソンシティ・ガードナービルランチョズ広域都市圏 | 684,678 683,474 | カーソンシティ都市圏                             | 58,639        | カーソンシティ市             | 58,639    |
| リノ・カーソンシティ・ガードナービルランチョズ広域都市圏 | 684,678 683,474 | ガードナービルランチョズ小都市圏                 | 50,692 49,488 | ダグラス郡                   | 49,488    |
| リノ・カーソンシティ・ガードナービルランチョズ広域都市圏 | 684,678 683,474 | ガードナービルランチョズ小都市圏                 | 50,692 49,488 | カリフォルニア州アルパイン郡 | 1,204     |
| リノ・カーソンシティ・ガードナービルランチョズ広域都市圏 | 684,678 683,474 | ファロン小都市圏                                 | 25,516        | チャーチル郡                 | 25,516    |
|                                                          |                 | エルコ小都市圏                                   | 55,557        | エルコ郡                     | 53,702    |
| ユーレカ郡                                               | 1,855           | エルコ小都市圏                                   | 55,557        |                              |           |
|                                                          |                 | ウィネマッカ小都市圏                             | 17,285        | ハンボルト郡                 | 17,285    |
| （設定無し）                                             | （設定無し）    | （設定無し）                                     | （設定無し）  | ホワイトパイン郡             | 9,080     |
| （設定無し）                                             | （設定無し）    | （設定無し）                                     | （設定無し）  | パーシング郡                 | 6,650     |
| （設定無し）                                             | （設定無し）    | （設定無し）                                     | （設定無し）  | ランダー郡                   | 5,734     |
| （設定無し）                                             | （設定無し）    | （設定無し）                                     | （設定無し）  | ミネラル郡                   | 4,554     |
| （設定無し）                                             | （設定無し）    | （設定無し）                                     | （設定無し）  | リンカーン郡                 | 4,499     |
| （設定無し）                                             | （設定無し）    | （設定無し）                                     | （設定無し）  | エスメラルダ郡               | 729       |

## 註
1. ↑  QuickFacts. U.S. Census Bureau. 2020年.
2. ↑  OMB Bulletin No. 23-01, Revised Delineations of Metropolitan Statistical Areas, Micropolitan Statistical Areas, and Combined Statistical Areas, and Guidance on Uses of the Delineations of These Areas. Office of Management and Budget. 2023年7月21日.